# HinterReggio Calcio
HinterReggio Calcio foi um clube italiano de futebol, da cidade de Reggio Calabria.
Fundado em 2006 com o nome de Polisportiva Scillese, estreou na Eccellenza da Calábria, terminando a temporada em quinto lugar.
Promovido à Lega Pro Seconda Divisione em 2011-12, o HinterReggio, cujas cores são azul e branco, mandava seus jogos no Stadio Oreste Granillo, já que seu estádio, o Comunale, não reunia condições para a realização de tais partidas.